# Aéroport de Cagliari-Elmas
Pour les articles homonymes, voir CAG.
L'aéroport Mario Mameli de Cagliari (code IATA : CAG • code OACI : LIEE) est un aéroport d'Italie, situé en Sardaigne, à proximité de la ville de Cagliari. Créé en 1937, il porte le nom d'un pilote italien, Mario Mameli, tué pendant la Guerre d'Ethiopie. Cagliari est une destination prisée pour les vacances d'été mais aussi pour les courts séjours pendant toute l'année. L'aéroport possède un seul terminal.
L'aéroport de Cagliari est utilisé principalement pour les vols internationaux par les compagnies aériennes à bas prix. Meridiana et Ryanair ont un bâtiment à l'aéroport Cagliari. Sont également présentes les compagnies aériennes ITA Airways, Easyjet, MyAir, Smart Wings et TUIfly.
L'aéroport a accueilli plus de 3 400 000 passagers en 2010.

## Situation

### Carte des aéroports italiens
| \| 100 km1:7 506 000 \| Abruzzes Alghero Ancône Bari Bergame Bologne Bolzano Brescia Brindisi Cagliari Catane Comiso Grosseto Coni Elbe Florence Foggia Gênes Lamezia Terme Lampedusa Milan L. Milan M. Naples Olbia Palerme Pantelleria Parme Pérouse Pise Reggio de Calabre Rimini Rome C. Rome F. Salerne Trapani Trévise Trieste Turin Venise Vérone |
| 100 km1:7 506 000 |

## Statistiques
Pour des raisons techniques, il est temporairement impossible d'afficher le graphique qui aurait dû être présenté ici.

Voir la requête brute et les sources sur Wikidata.

### Zoom sur l'impact du covid de 2019-2020
Pour des raisons techniques, il est temporairement impossible d'afficher le graphique qui aurait dû être présenté ici.

Voir la requête brute et les sources sur Wikidata.

## Compagnies et destinations
| Compagnies          | Destinations |
| ------------------- | --- |
| AeroItalia          | En saison : Forlì |
| Air France          | En saison : Paris-Charles de Gaulle |
| Air Malta           | Malte |
| AlbaStar            | En saison : Bergame-Orio al Serio |
| Austrian Airlines   | En saison : Vienne-Schwechat |
| British Airways     | Londres-Gatwick |
| easyJet             | Londres-Stansted, Milan-Malpensa En saison : Londres-Gatwick, Lyon-Saint-Exupéry, Naples-Capodichino, Paris-Orly |
| easyJet Switzerland | En saison : Bâle-Mulhouse, Genève-Cointrin |
| Edelweiss Air       | En saison : Zurich |
| Eurowings           | En saison : Cologne/Bonn-K. Adenauer, Düsseldorf, Stuttgart |
| flydubai            | En saison : Dubaï |
| Iberia Express      | En saison : Madrid-Barajas |
| ITA Airways         | Milan-Linate, Rome Léonard-de-Vinci/Fiumicino |
| KLM                 | En saison : Amsterdam |
| Lufthansa           | En saison : Francfort, Munich-F. J. Strauß |
| Luxair              | En saison : Luxembourg-Findel |
| Marathon Airlines   | En saison charter : Innsbruck-Kranebitten |
| Neos                | En saison : Milan-Malpensa, Vérone - Villafranca |
| Ryanair             | - Bari-Karol Wojtyła, - Bergame-Orio al Serio, - Bologne-Borgo Panigale, - Budapest-Ferenc Liszt, - Catane-Fontanarossa, - Charleroi Bruxelles-Sud, - Coni, - Gênes-Christophe-Colomb, - Cracovie-Jean-Paul II, - Londres-Stansted, - Malte, - Londres-Stansted, - Milan-Malpensa, - Naples-Capodichino, - Nuremberg-A. Dürer, - Palerme Falcone-Borsellino, - Paris-Beauvais, - Parme, - Pérouse-Sant'Egidio, - Pise-Galileo Galilei, - Porto-F. Sá-Carneiro, - Rome - G. B. Pastine (Ciampino), - Séville-San Pablo, - Trieste/Frioul, - Turin S.-Pertini (Caselle), - Valence, - Venise - Marco Polo, - Vérone - Villafranca En saison : - Carcassonne, - Dublin, - Göteborg, - Francfort-Hahn, - Karlsruhe/Baden-Baden, - Madrid-Barajas, - Palma de Majorque, - Poznań (Posnanie)-H. Wieniawski, - Rimini, - Varsovie-Modlin (Mazovie), - Vienne-Schwechat, - Weeze |
| S7 Airlines         | En saison : Moscou-Domodédovo |
| SkyAlps             | En saison : Bolzano |
| SmartWings          | En saison : Prague-Václav-Havel |
| Transavia France    | En saison : Paris-Orly |
| Volotea             | - Ancône-Falconara, - Milan-Linate, - Naples-Capodichino, - Rome Léonard-de-Vinci/Fiumicino, - Turin S.-Pertini (Caselle), - Vérone - Villafranca En saison : - Bilbao, - Bordeaux-Mérignac, - Florence-Peretola, - Lyon-Saint-Exupéry, - Marseille-Provence, - Nantes-Atlantique, - Toulouse-Blagnac |
| Vueling             | Barcelone-El Prat |

Édité le 23/04/2019. Actualisé 19/01/2023.